# Gilda Cerri
Gilda Cerri (Milano, 7 dicembre 1990) è una cestista italiana.

## Carriera

### Nei club
Alta 185 centimetri, viene chiamata a giocare nel Basket Team Crema in serie A2 nella stagione 2007-2008 e proseguendo nella stessa squadra fino alla stagione 2020-21; al termine di questa stagione, a causa degli impegni di allenamento richiesti difficili da conciliare con la vita privata decideva di lasciare la squadra di cui per tanti anni era stata protagonista per approdare al Basket Pontevico nella serie B regionale.
Con la squadra cremasca ha vinto quattro Coppe Italia di Serie A2 consecutive dal 2018 al 2021.

### In nazionale
Gilda Cerri ha militato nel 2010 nell'Italia under 20 con 16 presenze e 83 punti; con la Nazionale azzurra ha partecipato al Campionato europeo che si è tenuto in quell'anno a Liepaja, in Lettonia.

## Statistiche

### Presenze e punti nei club
Statistiche aggiornate al 31 luglio 2021.
| Stagione        | Squadra           | Competizione      | Partite | Partite | Partite | Statistiche tiro | Statistiche tiro | Statistiche tiro | Altre statistiche | Altre statistiche | Altre statistiche | Altre statistiche | Altre statistiche |
| Stagione        | Squadra           | Competizione      | Pres.   | Titol.  | Minuti  | Tiri da 2        | Tiri da 3        | Liberi           | Rimb.             | Assist            | Rubate            | Stopp.            | Punti             |
| --------------- | ----------------- | ----------------- | ------- | ------- | ------- | ---------------- | ---------------- | ---------------- | ----------------- | ----------------- | ----------------- | ----------------- | ----------------- |
| 2007-2008       | Basket Team Crema | Serie A2          | 35      |         | 352     | 22/38            | 4/11             | 13/18            | 83                | 2                 | 11                | 0                 | 69                |
| 2008-2009       | Basket Team Crema | Serie A2          | 28      |         | 438     | 36/74            | 1/6              | 19/30            | 119               | 5                 | 23                | 3                 | 94                |
| 2009-2010       | Basket Team Crema | Serie A2          | 27      |         | 470     | 37/80            | 2/7              | 30/46            | 115               | 10                | 27                | 5                 | 110               |
| 2010-2011       | Basket Team Crema | Serie A2          | 13      |         | 83      | 5/12             | 0/0              | 8/9              | 28                | 0                 | 5                 | 2                 | 18                |
| 2011-2012       | Basket Team Crema | Serie B           | 24      |         | 488     | 49/114           | 0/1              | 38/52            | 164               | 9                 | 32                | 2                 | 136               |
| 2012-2013       | Basket Team Crema | Serie A2          | 31      |         | 818     | 58/127           | 65/202           | 38/52            | 72                | 30                | 89                | 9                 | 95                |
| 2013-2014       | Basket Team Crema | Serie A2          | 20      |         | 453     | 44/88            | 0/1              | 22/32            | 151               | 7                 | 22                | 2                 | 110               |
| 2014-2015       | Basket Team Crema | Serie A2          | 25      |         | 426     | 38/85            | 0/0              | 20/40            | 127               | 9                 | 42                | 4                 | 96                |
| 2015-2016       | Basket Team Crema | Serie A2          | 33      |         | 943     | 82/176           | 0/4              | 41/64            | 314               | 12                | 53                | 7                 | 205               |
| 2016-2017       | Basket Team Crema | Serie A2          | 28      |         | 382     | 16/46            | 0/2              | 11/16            | 113               | 6                 | 11                | 5                 | 43                |
| 2017-2018       | Basket Team Crema | Serie A2          | 28      |         | 162     | 16/27            | 0/0              | 8/10             | 51                | 1                 | 6                 | 2                 | 40                |
| 2018-2019       | Basket Team Crema | Serie A2          | 34      |         | 285     | 31/67            | 0/1              | 13/20            | 51                | 3                 | 6                 | 3                 | 75                |
| 2019-2020       | Basket Team Crema | Serie A2          | 20      |         | 310     | 27/59            | 0/0              | 26/35            | 86                | 3                 | 17                | 2                 | 80                |
| 2020-2021       | Basket Team Crema | Serie A2          | 23      |         | 268     | 25/52            | 0/2              | 19/23            | 51/32             | 83                | 8                 | 11                | 1                 |
| 2021-2022       | Pontevico Basket  | Serie B Regionale |         |         |         |                  |                  |                  |                   |                   |                   |                   |                   |
| Totale carriera |                   |                   |         |         |         |                  |                  |                  |                   |                   |                   |                   |                   |

### Coppe nazionali
| Stagione        | Squadra           | Competizione          | Partite | Partite | Partite | Statistiche tiro | Statistiche tiro | Statistiche tiro | Altre statistiche | Altre statistiche | Altre statistiche | Altre statistiche | Altre statistiche |
| Stagione        | Squadra           | Competizione          | Pres.   | Titol.  | Minuti  | Tiri da 2        | Tiri da 3        | Liberi           | Rimb.             | Assist            | Rubate            | Stopp.            | Punti             |
| --------------- | ----------------- | --------------------- | ------- | ------- | ------- | ---------------- | ---------------- | ---------------- | ----------------- | ----------------- | ----------------- | ----------------- | ----------------- |
| 2011/2012       | Basket Team Crema | Coppa Italia Serie B  | 3       |         | 53      | 6/15             | 1/1              | 1/2              | 24                | 3                 | 3                 | 0                 | 16                |
| 2015/2016       | Basket Team Crema | Coppa Italia Serie A2 | 1       |         | 37      | 6/7              | 0/0              | 0/0              | 16                | 0                 | 1                 | 0                 | 12                |
| 2017/2018       | Basket Team Crema | Coppa Italia Serie A2 | 3       |         | 38      | 4/6              | 0/0              | 4/6              | 7                 | 1                 | 3                 | 0                 | 12                |
| 2018/2019       | Basket Team Crema | Coppa Italia Serie A2 | 3       |         | 28      | 2/4              | 0/0              | 1/2              | 5                 | 2                 | 0                 | 0                 | 5                 |
| 2020/2021       | Basket Team Crema | Coppa Italia Serie A2 | 3       |         | 8       | 0/0              | 0/0              | 0/0              | 2                 | 0                 | 0                 | 0                 | 0                 |
| 2020/2021       | Basket Team Crema | Coppa Italia Serie A2 | 3       |         | 46      | 7/9              | 0/0              | 2/2              | 13                | 0                 | 123               | 0                 | 16                |
| Totale carriera |                   |                       |         |         |         |                  |                  |                  |                   |                   |                   |                   |                   |

## Palmarès
- Coppa Italia di Serie A2: 4
Crema: 2018, 2019, 2020, 2021